# Art Hindle
Arthur Hindle (ur. 21 lipca 1948 w Halifaksie) – kanadyjski aktor i reżyser telewizyjny i filmowy.

## Życiorys

### Wczesne lata
Urodził się w Halifaksie w Kanadzie. Jego ojciec był w Royal Canadian Navy. Dorastał w Toronto z bratem Langiem. Był fanem Elvisa Presleya i rock and rolla. Chociaż był nieśmiały jako dziecko, stał się zbuntowanym i niezależnym nastolatkiem. Podróżował głównie autostopem, podejmując dorywcze prace. W wieku 21 lat pracował jako makler i fotograf amator. Studiował aktorstwo w Eli Rill Workshop.

### Kariera
Występował w lokalnych teatrach. Jego pierwszą dużą rolą filmową była postać motocyklisty w dramacie sensacyjnym The Proud Rider (1971), zrealizowanym przez popularność filmu Swobodny jeździec (Easy Rider, 1969). Potem zagrał w dramacie kanadyjskim Face-Off (1971) i dreszczowcu Boba Clarka Czarne święta (Black Christmas, 1974) z Olivią Hussey, Johnem Saxonem i Margot Kidder.
Pojawiał się gościnnie także w serialach, w tym MacGyver (1985) jako Dave Redding. W 1990 roku za rolę Mike’a Fennella w serialu E.N.G. (1989-94) otrzymał kanadyjską nagrodę Gemini. Rola Philly’ego Versi w dramacie The Big Fat Stone (2014) z Rayem Abruzzo przyniosła mu nagrodę na Action on Film International Film Festival.
W 2003 roku związał się z Brooke Hindle, którą poślubił 3 sierpnia 2004 roku.

## Filmografia

### Filmy fabularne
- 1971: Foxy Lady jako gwiazdor futbolu
- 1974: Czarne święta (Black Christmas) jako Chris Hayden
- 1976: Miasteczko w Teksasie (A Small Town in Texas) jako Boogie
- 1978: Inwazja łowców ciał (Invasion of the Body Snatchers) jako dr Geoffrey Howell, DDS
- 1979: Potomstwo (The Brood) jako Frank Carveth
- 1981: Świntuch (Porky's) jako Ted Jarvis
- 1983: Świntuch – następnego dnia (Porky's 2: The Next Day) jako Ted Jarvis
- 1987: Strzał z biodra (From the Hip) jako porucznik Matt Sosha
- 1988: Ogniste uczucia (Into the Fire) jako Dirk Winfield
- 1989: Wyścig armatniej kuli 3 (Speed Zone) jako Flash
- 1998: Lodowe piekło (Ice, TV) jako prezydent USA
- 2002: The Trip jako Ted Oakley

### Seriale TV
- 1977: Barnaby Jones jako Joe Bronson
- 1981–1982: Dallas jako Jeff Farraday
- 1985: Strach na wróble i pani King (Scarecrow and Mrs. King) jako Larry Crawford
- 1985: Airwolf jako Karl Stern
- 1985: MacGyver jako Dave Redding
- 1986: Napisała: Morderstwo (Murder, She Wrote) jako Sam McKittrick
- 1987: Napisała: Morderstwo (Murder, She Wrote) jako Rod Wilson
- 1988: Alfred Hitchcock przedstawia (Alfred Hitchcock Presents) jako Alton Brooks
- 1989: Prawnicy z Miasta Aniołów (L.A. Law) jako Walter Goetz
- 1989: Alfred Hitchcock przedstawia (Alfred Hitchcock Presents) jako Jack Gold
- 1994: Matlock jako Philip Chaney
- 1995: Legendy Kung Fu (Kung Fu: The Legend Continues) jako Martin Bradshaw
- 1996: Strażnik Teksasu jako M.P. Bates
- 1996–1997: Beverly Hills, 90210 jako detektyw Bill Rendell
- 1998: Na południe (Due South) jako Robert Bedford
- 1998: JAG jako kpt. Ward
- 1999: Millennium jako John Saxum
- 1999: Pamięć absolutna 2070 (Total Recall 2070) jako Frank Trower
- 2000: Żar młodości jako Robert Windsor